# Varão
É chamado filho varão ao filho homem.
Daí se origina a chamada varonia, conceito presente na nobreza e na genealogia da representação de uma determinada pessoa através de sua hereditariedade induzida sucessivamente por linhagem paterna.
Tardiamente usada pelo Reino de Portugal (1475) e depois pelo Império do Brasil, após a sua independência, será o título nobiliárquico seu correspondente de barão. Este derivado do francês baron que já tinha a acepção de 'funcionário real' no século X.
Para a doutrina cristã evangélica, a palavra varão é comumente utilizada na Bíblia para se referir ao homem digno de fé e temor a Deus.
Assim, por extensão, varão permanece hoje com o significado de 'homem de valor pela bravura e força', e barão, com o significado de 'homem poderoso pelo título de nobreza, pela posse de terras e pela força que lhe dá a lei'.

## Etimologia
Etimologicamente é um termo proveniente dos países do norte da Europa pois origina-se do germânico baro ‘homem livre’, que foi introduzido na România por mercenários nórdicos, e que ocorre no latim sob as variações báro e vá(r)ro com o sentido de 'homem’, indivíduo do sexo masculino, por oposição a mulher.